# Patalekhet
Patalekhet (nep. पात्लेखेत) – gaun wikas samiti w środkowej części Nepalu w strefie Bagmati w dystrykcie Kavrepalanchok. Według nepalskiego spisu powszechnego z 2001 roku liczył on 759 gospodarstw domowych i 4130 mieszkańców (2151 kobiet i 1979 mężczyzn).